# Ходейкове
Ходейкове (рос. Ходейково) — село в Глушковському районі Курської області Російської Федерації.
Населення становить 43 особи. Входить до складу муніципального утворення Марківська сільрада.

## Історія
Населений пункт розташований на території українського етнічного та культурного краю Східна Слобожанщина.
Від 2004 року входить до складу муніципального утворення Марківська сільрада.

## Населення
| 2002 | 2010 |
| ---- | ---- |
| 98   | ↘43  |